# Clemens Eibner
Clemens Eibner (* 29. Mai 1941 in Wien) ist ein österreichischer Prähistorischer Archäologe.

## Leben
Nach dem Studium der Ur- und Frühgeschichte und Paläontologie an der Universität Wien (Österreich) wurde er im Jahre 1966 promoviert über Beigaben- und Bestattungssitten der Frühen Urnenfelderkultur in Süddeutschland und Österreich. Er habilitierte sich über das späturnenfelderzeitliche Gräberfeld von St. Andrä vor dem Hagenthale. 1974 leitete er die Ausgrabungen der Ringwallanlage auf dem Buchberg bei Berg im Attergau. Von 1982 an war er Professor am Seminar für Ur- und Frühgeschichte der Universität Heidelberg, wo er 2008 emeritiert wurde. Seine Spezialgebiete sind Bronze- und Urnenfelderzeit, Montanarchäologie und experimentelle Archäologie.
Eibner ist mit der Archäologin Alexandrine Eibner, geb. Persy, verheiratet. Das Paar hat fünf Kinder.
Forschungsschwerpunkte
- Montanarchäologische Forschungen in den Alpen
- Lebens- und Kulturraum Stillfried / March, Niederösterreich
- Forschungen zur Urgeschichte im Paltental / Österreich (mit Hubert Presslinger)

## Schriften
- Beigaben- und Bestattungssitten der frühen Urnenfelderkultur in Süddeutschland und Österreich. Wien 1966 (Wien, Universität, Dissertation, 1966, maschinenschriftlich).
- Das späturnenfelderzeitliche Gräberfeld von St. Andrä v. d. Hgt., P. B. Tulln, NÖ. Aussagewert und Aussagegrenzen von Brandbestattungen für eine historische Interpretation (= Archaeologia Austriaca. Beiheft. 12). Deuticke, Wien 1974, ISBN 3-7005-4404-9.
- mit Hubert Presslinger: Montanarchäologie im Paltental (Steiermark). Bergbau, Verhüttung und Siedlungstätigkeit in der Bronzezeit. In: Gerd Weisgerber, Gert Goldenberg (Hrsg.): Alpenkupfer. = Rame delle Alpi (= Der Anschnitt. Beiheft. 17 = Veröffentlichungen aus dem Deutschen Bergbau-Museum Bochum. 122). Vereinigung der Freunde von Kunst und Kultur im Bergbau e.V., Bochum 2004, ISBN 3-937203-05-2, S. 63–74.